# Honan
Honan kiejtéseⓘ ( pinjin: Hénán, kínai: 河南) a Kinai Népköztársaság tartománya. Közel 100 millió lakosával Honan a harmadik legnépesebb tartomány az országban (Kuangtung és Santung után – 2010-es adat). Nevét („a folyótól délre”) a tartomány északi részét átszelő Sárga-folyóról kapta. A tartomány székhelye és legnagyobb városa Csengcsou. Honant hagyományosan a kínai civilizáció bölcsőjének tekintik.

## Történelem
A tartomány a kínai állam bölcsője. Itt uralkodtak a legendák ködébe vesző ősi dinasztiák. Itt kezdődik Kína írott történelme. A tartományban született Konfuciusz és Lao-ce.
Történelme során a tartomány megszenvedett minden nagyobb belháborút, nomád inváziót, ráadásul gyakran sújtották természeti katasztrófák. Ennek ellenére a dzsürcsi hódításig a tartomány valamelyik városában volt Kína császári székhelye, az akkori világ egyik legnagyobb – vagy a legnagyobb – városa. Így különböző időben császári székhely volt Lojang, Csang’an, Kajfeng.
A mongol Jüan-dinasztia hatalomra kerülésével a tartományból végleg elköltözött a főváros. Azóta lényegében változatlanok határai. A Jüan-, a Ming- és a mandzsu Csing-dinasztia idején fontos tartomány volt, de fokozatosan hanyatlott Kínán belüli jelentősége is. Az árvizek hatalmas károkat okoztak; járványok és éhínség követte az árvizeket. Még mielőtt kiheverték volna a károkat, jött a következő. Ez a 20. században is így folyt tovább. 1938-ban a japán csapatok elfoglalták Kajfeng városát, az akkori tartományi székhelyet. Csang Kaj-sek kormánya, hogy megakadályozza a további előrenyomulásukat, lerombolt egy fontos gátat. Az ezt követő árvíz Honan tartomány mellett Anhuj és Csiangszu tartományokat is sújtotta. Milliók haltak meg az árvíz, a járványok és az éhínség következtében. 
Az 1950-es évek elején nagyszabású vízépítési munkákba kezdtek. Ez azonban nem akadályozta meg, hogy 1975 augusztusában rendkívüli esőzés után ismét óriási árvíz pusztítson. Az áldozatok pontos száma nem ismert, különböző becslések tízezrekben vagy éppen százezrekben számolják a halottakat.
1958-ban Honan tartományban megszervezték Kína első népi kommunáját. Ez volt a jeladás a „Nagy Ugrás” megkezdésére. Az ezt követő éhínségben az 1960-as évek elején, amelyet általában a Nagy Ugrás politikájának tulajdonítanak, Honanban milliók haltak meg.
Az 1970-es évek elején Kína a világ egyik legszegényebb országa volt, Honan pedig Kína egyik legszegényebb tartománya. Az 1978-ban kezdődött új gazdasági politika kezdetben nem érintette a belső tartományokat, Honant sem. Azonban az 1990-es években már a tartomány gazdasága gyorsabban nőtt, mint egész Kínáé.

## Közigazgatás
Honan 17 prefektúra szintű városra és egy prefektúrába nem sorolt megyei szintű városra van felosztva:
- Csengcsou (egyszerűsített kínai: 郑州市; pinjin: Zhèngzhōu Shì)
- Szanmenhszia (三门峡市 Sānménxiá Shì)
- Lojang (洛阳市 Luòyáng Shì)
- Csiaoco (焦作市 Jiāozuò Shì)
- Hszinhsziang (新乡市 Xīnxiāng Shì)
- Höpi (鹤壁市 Hèbì Shì)
- Anjang (安阳市 Ānyáng Shì)
- Pujang (濮阳市 Púyáng Shì)
- Kajfeng (开封市 Kāifēng Shì)
- Sangcsiu (商丘市 Shāngqiū Shì)
- Hszücsang (许昌市 Xǔchāng Shì)
- Loho (漯河市 Luòhé Shì)
- Pingtingsan (平顶山市 Píngdǐngshān Shì)
- Nanjang (南阳市 Nányáng Shì)
- Hszinjang (信阳市 Xìnyáng Shì)
- Csoukou (周口市 Zhōukǒu Shì)
- Csumatien (驻马店市 Zhùmǎdiàn Shì)

Megyei szintű város:
- Csijüan (济源市 Jǐyuán Shì)

## Népesség
| Lakosok száma | 94 130 000 | 94 360 000 | 94 800 000 | 95 320 000 | 95 590 000 | 96 050 000 | 99 365 519 |
|               | 2013       | 2014       | 2015       | 2016       | 2017       | 2018       | 2020       |

## Külső hivatkozások
- Honan tartomány hivatalos honlapja
- Honan tartomány térképe